# Schülersprache
Schülersprache – historisch auch Pennälersprache – ist wie die Studentensprache eine Sondersprache oder Sprachvarietät,  die sich bis in die mittelalterlichen Klosterschulen hinein belegen lässt.
Zu unterscheiden ist diese Verwendung des Begriffs „Schülersprache“ von der Verwendung im pädagogischen Sinne, in der auch die Unterscheidung zwischen Lehrersprache und Schülersprache aufgemacht wird.
Der Gebrauch der Schülersprache ist zunächst als „Lebensalter-Sprache“ beschränkt auf die Gruppe der Schüler, wobei ein Gebrauch über die Schulzeit hinaus innerhalb fester Gruppen noch eine Weile andauern kann.
Beispiele für typische Begriffe sind laut Duden Begriffe wie spicken, Pauker, petzen oder kapieren sowie Kürzungen von Schulfächern wie Reli, Bio oder Geo.